# CUS Bari Pallacanestro
Il CUS Bari Pallacanestro è una squadra di pallacanestro italiana di Bari, fondata nel 1944 insieme all'intera polisportiva universitaria, assumendo poi la denominazione attuale a partire dal 1946.

## Storia
La Pallacanestro Bari ha disputato la Serie A maschile FIP 1956-1957, ed è retrocessa in Serie B al termine della Serie A maschile FIP 1958-1959.
Verso la fine degli anni 90, il CUS Bari, targato Firestone, porta a termine un progetto nato qualche anno prima, il Promobasket Bari, che si poneva come obiettivo lo sviluppo del fenomeno cestistico nella città, partendo dal settore giovanile, ottenendo una prima promozione nella serie B2-Dilettanti, battendo in una finale play-off, la Collana Napoli.
Dopo anni di transizione, a partire dalla stagione 2007-2008, la società ha preso la denominazione dal suo sponsor (Chimica D'Agostino) e ha conseguito l'anno successivo una nuova promozione alle Serie B Dilettanti.
Dopo tre stagioni in cui si è confermata nella categoria, al termine del campionato 2010-2011 la squadra allenata dall'ex-giocatore cussino Pasquale Scoccimarro è retrocessa dopo i play-out. Ha perso infatti dapprima contro la Stella Azzurra Roma ed in seguito contro il Gualdo Tadino Basket.
Il 22 aprile 2011, insieme ad altre 9 società, ha richiesto la wild card per partecipare al campionato di Divisione Nazionale A 2011-2012; wild card che è stata ufficialmente concessa nel giugno 2011.
Il 13 settembre 2011, il CUS Bari Basket ha siglato un importante accordo di sponsorizzazione per la stagione 2011-2012, con il gruppo Liomatic, azienda impegnata attivamente nel mondo cestistico a livello di partnership, già sponsor di Perugia Basket e di altre società di pallacanestro.
Il CUS Bari Basket ha concluso la stagione 2011-2012 ottenendo la salvezza nella Divisione Nazionale A. Anche nella stagione seguente lo sponsor sarà Liomatic.
Nella stagione 2012-2013, dopo una prima parte di campionato vincente, che vede i cussini chiudere il girone di andata al quinto posto, la squadra inciampa in una serie di sconfitte che le fanno perdere posizioni in classifica, concludendo il campionato in 13ª posizione e dovendo ricorrere ai play-out per conservare la categoria.
Il 29 maggio, battendo complessivamente nella serie playout per 1-3, il Basket Latina, la squadra pugliese conferma la categoria.
Nella stagione 2013-2014, la prima della formula Divisione Nazionale A Silver, si conferma il binomio con la Liomatic e alla conduzione tecnica del team, arriva coach Francesco Raho. A causa di problemi economici nell'allestimento del roster, la formazione pugliese, incarnando lo spirito iniziale della formula del DNA proposta dalla Legapallacanestro, punta su un roster molto giovane. I risultati non arrivano (1 sola vittoria nelle prime 10 gare) e a gennaio il team perde tutti i componenti dello starting five, continuando e onorando però il campionato con la formazione under19(ad eccezione di Didonna ed Infante), che conclude dignitosamente il campionato.
Nel mese di giugno, il responsabile della sezione Basket, Donato Ravelli, in accordo con il presidente Laforgia, a causa degli elevati costi di gestione e del totale abbandono di sponsor e partner locali, è costretto ad annunciare la rinuncia dell'iscrizione alla prossima Divisione Nazionale B, continuando però l'importante attività giovanile.
Nella stagione 2016 ritorna a disputare il campionato di serie D regionale.

## Cronistoria
| Cronistoria del Centro Universitario Sportivo Bari (maschile) |
| --- |
| - · fondazione del Gruppo Universitario Fascista (G.U.F.) di Bari. - 1938-1939 · 1ª nel Girone C di Serie B, 3ª nel Girone finale. - 1944 · Fondazione del Cus Bari Pallacanestro. - 1946-1947 · 1ª nel girone IX eliminatorio di Serie A, 3ª nel girone D di semifinali. - 1947-1948 · 8ª nel girone A di Serie A, retrocesso in Serie B. - 1970-1971 · Quarto turno di Coppa Italia. - 2001-2002 · Trentaduesimi di finale di Coppa Italia LNP. - 2006-2007 · in Serie C1, promosso in Serie B2. - 2007-2008 · in Serie B2. - 2008-2009 · in Serie B2. - 2009-2010 · in Serie B2. - 2010-2011 · in Serie B2, perde i play-out, retrocessa poi ammesso in Divisione Nazionale A. - 2011-2012 · 3ª nella divisione Sud est di Divisione Nazionale A. - 2012-2013 · 13ª in Divisione Nazionale A, vince i play-out. - 2013-2014 · 15ª in Divisione Nazionale A Silver, retrocesso in Serie B. - 2014 · non si iscrive alla stagione successiva a causa di problemi economici. - 2015-2016 · in Promozione. - 2016-2017 · ripescaggio in serie D, dopo aver disputato il campionato di Promozione.Serie C Silver - 2021-2022 · 11ª in Serie C Silver. Salva dopo aver vinto i play-out. - 2022-2023 · 11ª in Serie C Silver,perde i play-out, retrocessa in Divisione Regionale 1. - 2023-2024 · 2ª nel Girone A di Divisione Regionale 1 Puglia, quarti di finale play-off. |

## Roster 2023-2024
Formazione aggiornata al 29 marzo 2024
|  | Naz.              | Ruolo | Sportivo             | Anno | Alt. |  |  |
|  | ----------------- | ----- | -------------------- | ---- | ---- |  |  |
|  | Italia (bandiera) | AP    | Alessandro Battista  | 2001 |      |  |  |
|  | Italia (bandiera) | AC    | Nicola Carnicella    | 1998 |      |  |  |
|  | Italia (bandiera) | C     | Amedeo De Astis      | 2001 |      |  |  |
|  | Italia (bandiera) | AC    | Davide De Astis      | 1998 |      |  |  |
|  | Italia (bandiera) | AP    | Silvio Di Ridolfo    | 2005 |      |  |  |
|  | Italia (bandiera) | AP    | Valerio Genchi       | 2002 |      |  |  |
|  | Italia (bandiera) | AP    | Marco Grieco         | 2004 |      |  |  |
|  | Italia (bandiera) | P     | Daniele Lopane       | 2001 |      |  |  |
|  | Italia (bandiera) | G     | Gabriele Loprieno    | 2005 |      |  |  |
|  | Italia (bandiera) | P     | Gabriele Lorusso     | 2002 |      |  |  |
|  | Italia (bandiera) | AP    | Mario Antonio Miale  | 2004 |      |  |  |
|  | Italia (bandiera) | AC    | Lucio Matteo Pollice | 2005 |      |  |  |
|  | Italia (bandiera) | C     | Fabio Santarsia      | 1997 |      |  |  |
|  | Italia (bandiera) | P     | Piersavio Spontella  | 2001 |      |  |  |
|  | Italia (bandiera) | G     | Alessandro Vernich   | 2005 |      |  |  |

## Rose del passato
- 1999-2000: Domenico Traversa, Luca De Bellis, Pasquale Scoccimarro, Giuseppe Nobile, Antonio De Feo, Renato Drigiani, Alessandro Ranieri, Roberto Perrici, Giovanni Capurso. Allenatore: Antonio Labate
- 2011-12: Domenico Morena (cap.), Samuel Deguara, Silvio Gigena, Fabio Mian, Marco Cardillo, Domenico Barozzi, Marco Bona, Luca Ciocca, Mario Chiusolo, Luca De Bellis, Antonio Ruggiero. Allenatore: Giovanni Putignano
- 2012-2013: Antonio Ruggiero (cap.), Marco Cardillo, Simone Bonfiglio, Luca Bisconti, Tommy Laquintana, Domenico Barozzi, Daniele Bonessio, Daniele Tomasello, Erasmo Di fonzo, Francesco Didonna. Allenatore: Giovanni Putignano
- 2021-2022: Ivano Ivona, Emanuele Maria Grittani, Giuseppe De Giosa, Niccolò Cuomo, Alessandro Vernich, Davide De Astis, Gabriele Lorusso, Amedeo De Astis, Marco Ravelli, Fabio Argento, Gabriele Pugliese, Michele Pesce, Alessandro Giuseppe Laudadio, Riccardo Cannarella, Pietro Amato, Giuseppe Di Palo, Silvio Di Ridolfo, Gabriele Loprieno, Lucio Matteo Pollice. Allenatore: Simone Casorelli
- 2022-2023: Pietro Amato, Niccolò Cuomo, Amedeo De Astis, Davide De Astis, Giovanni De Giglio, Fabio Di Ianni, Silvio Di Rifolfo, Valerio Genchi, Marco Grieco, Emanuele Maria Grittani, Ivano Ivona, Alessandro Giuseppe Laudadio, Gabriele Lorusso, Luca Nobelli, Lucio Matteo Pollice, Riccardo Sivo, Alessandro Vernich. Allenatore: Simone Casorelli

## Organigramma
- Organigramma societario
  - Presidente: Antonio Prezioso
  - Dirigente responsabile: Pasquale Balena

- Staff tecnico
  - Allenatore:  Simone Casorelli